# Anaplectoides
Anaplectoides är ett släkte av fjärilar som beskrevs av James Halliday McDunnough 1929. Anaplectoides ingår i familjen nattflyn.

## Bildgalleri

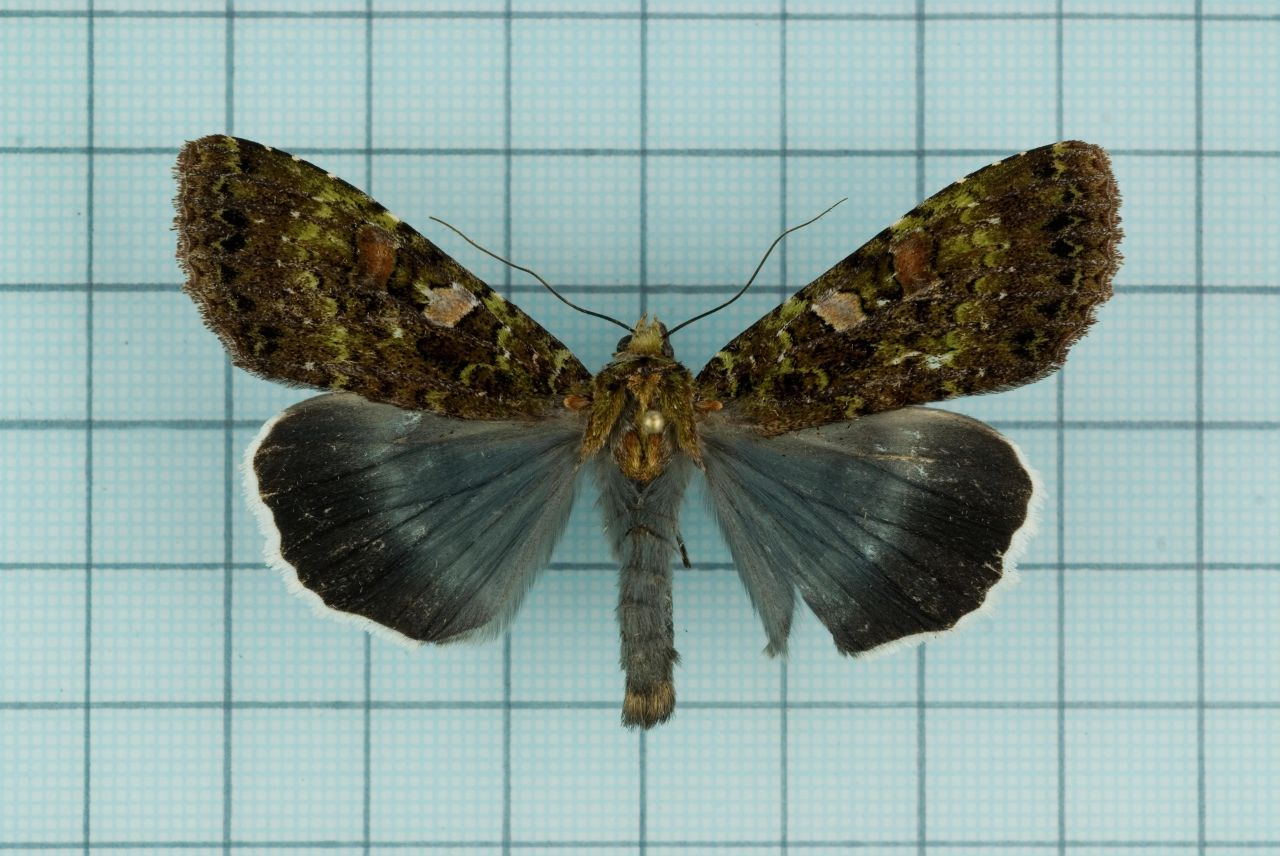
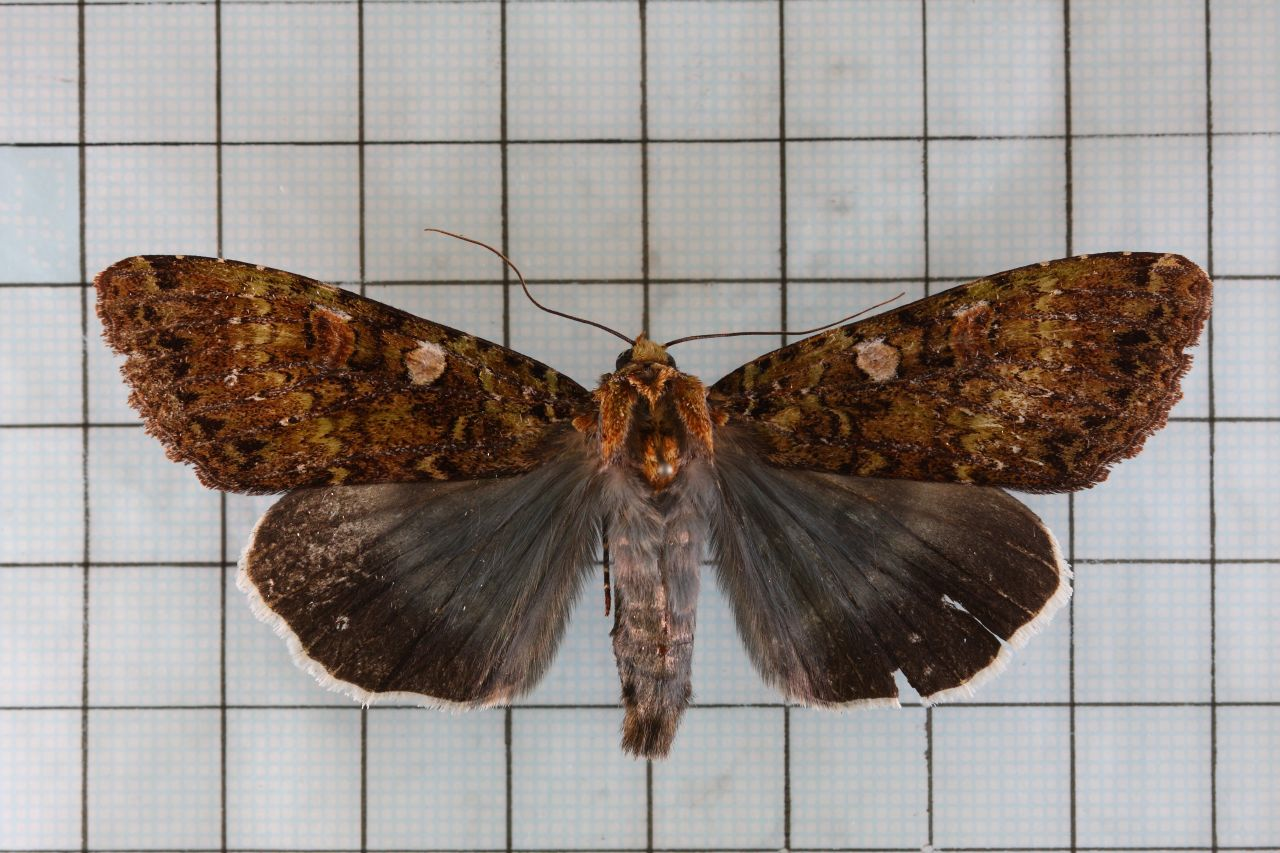
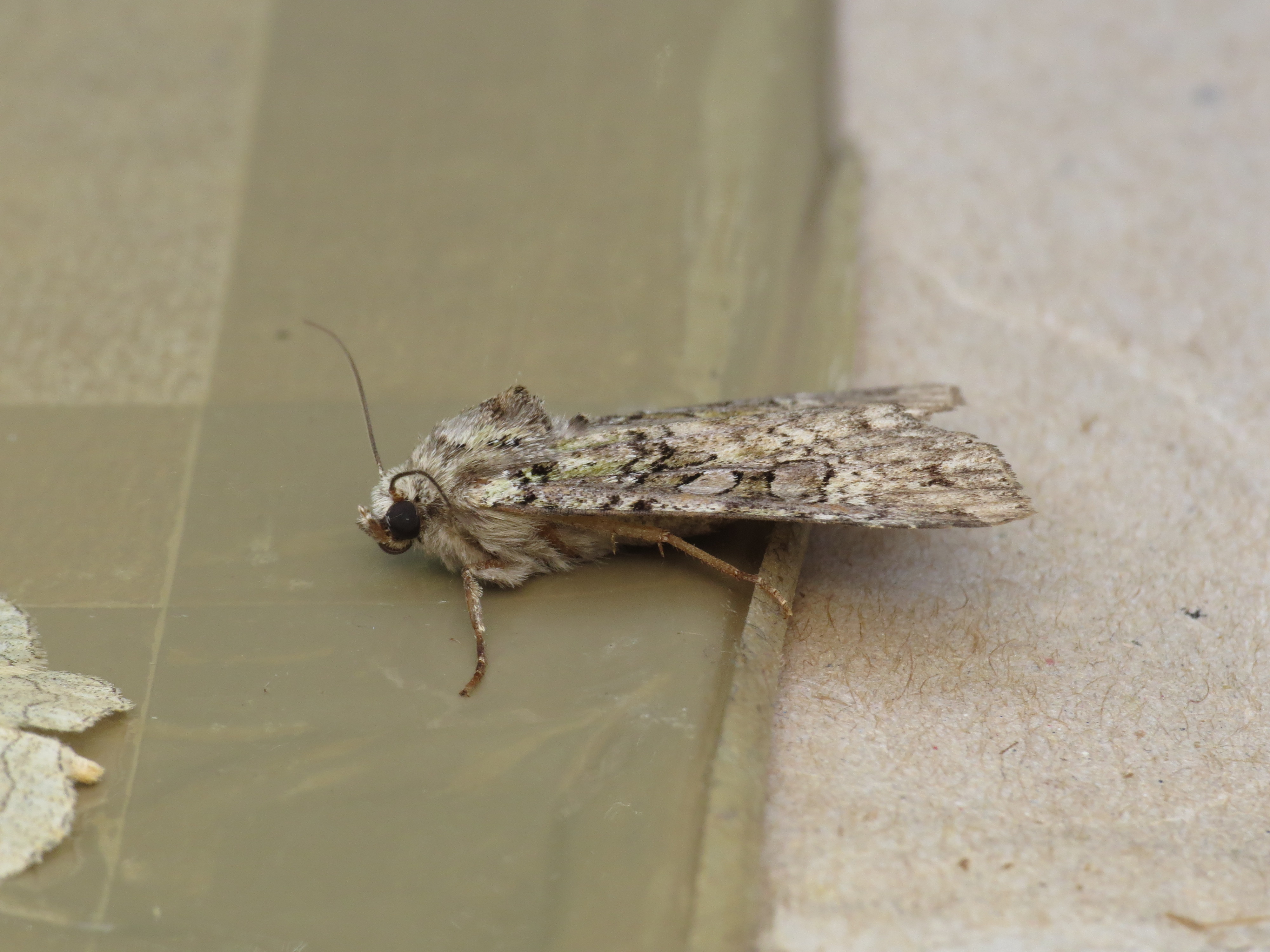
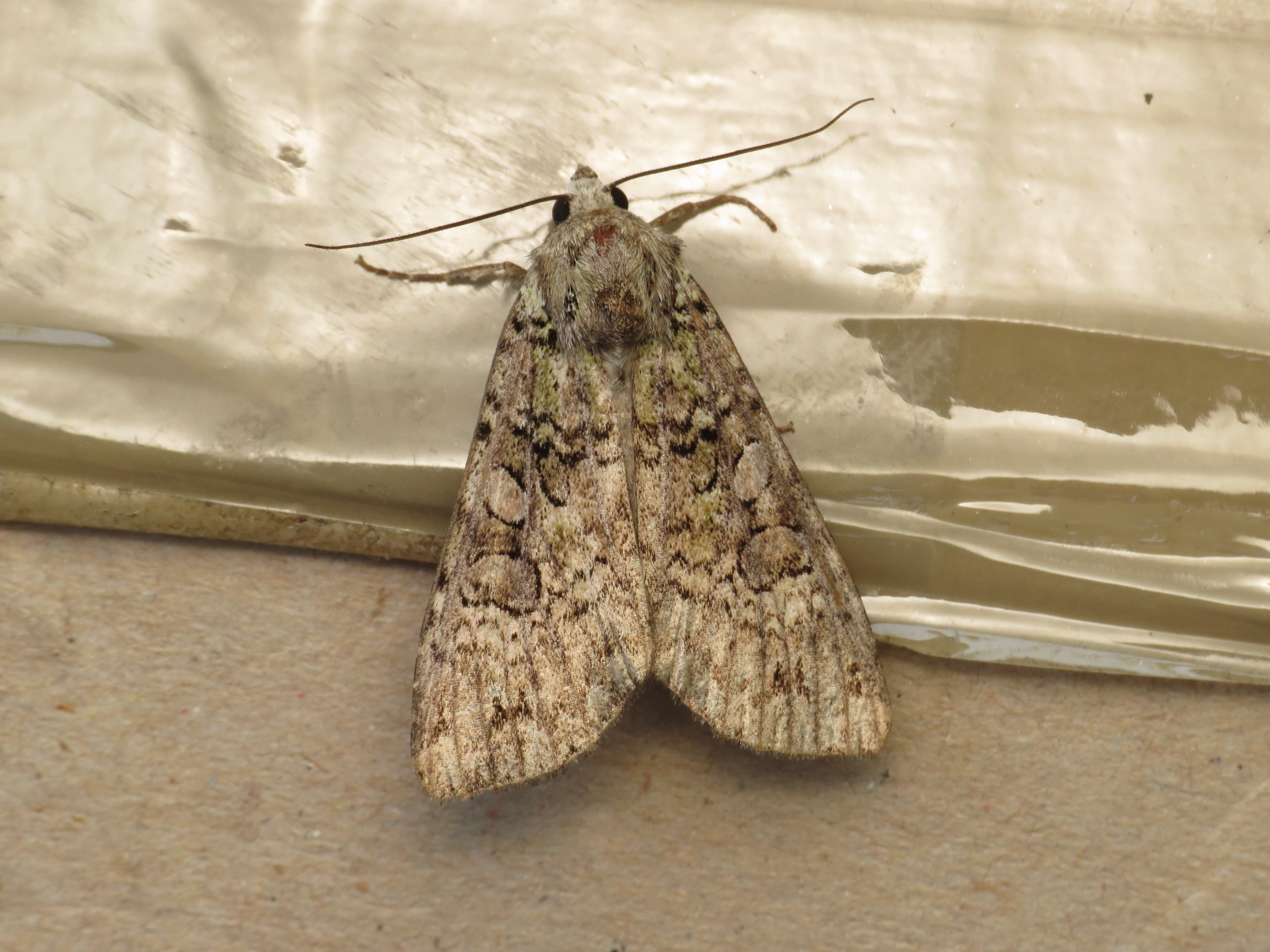
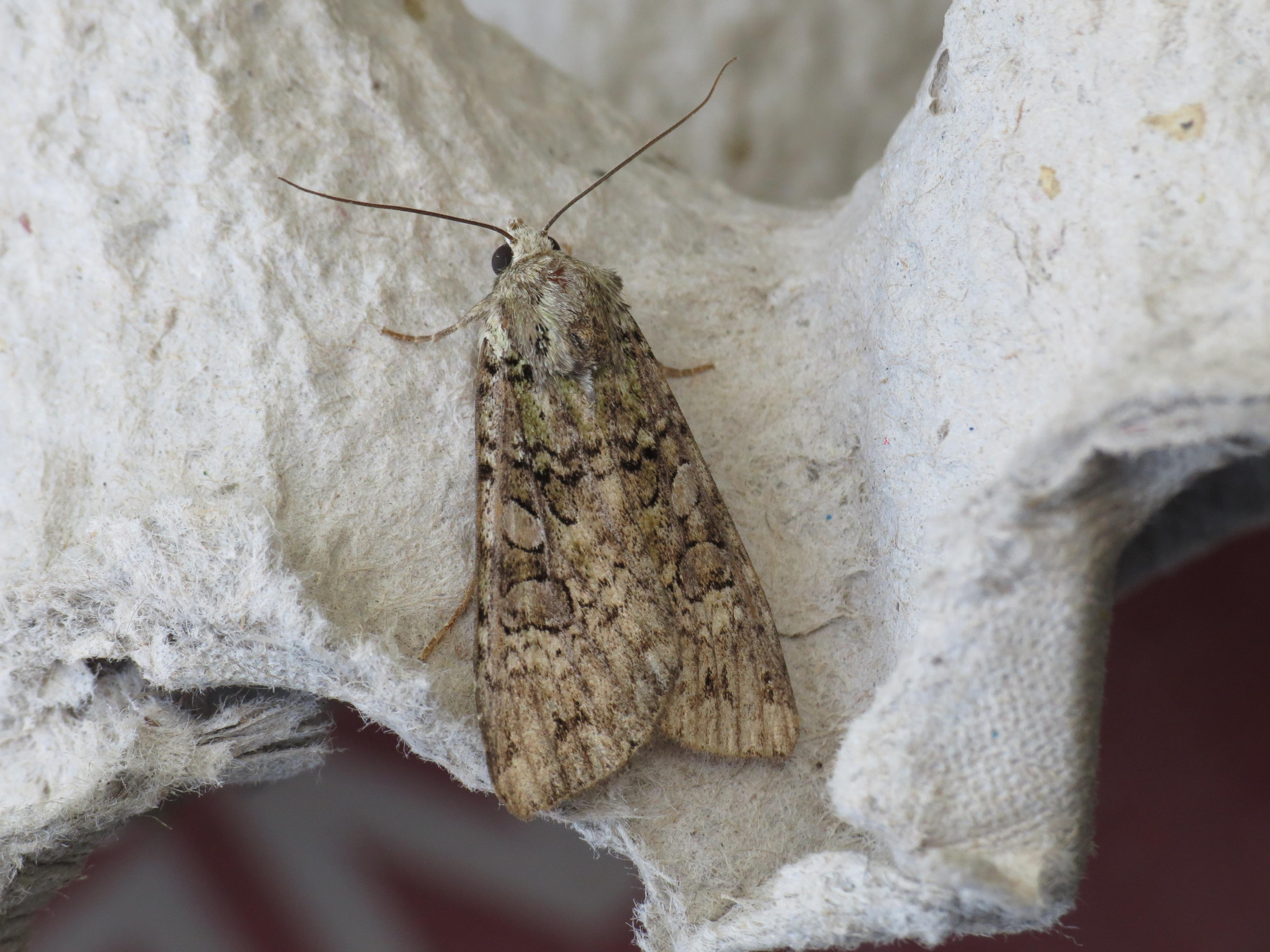
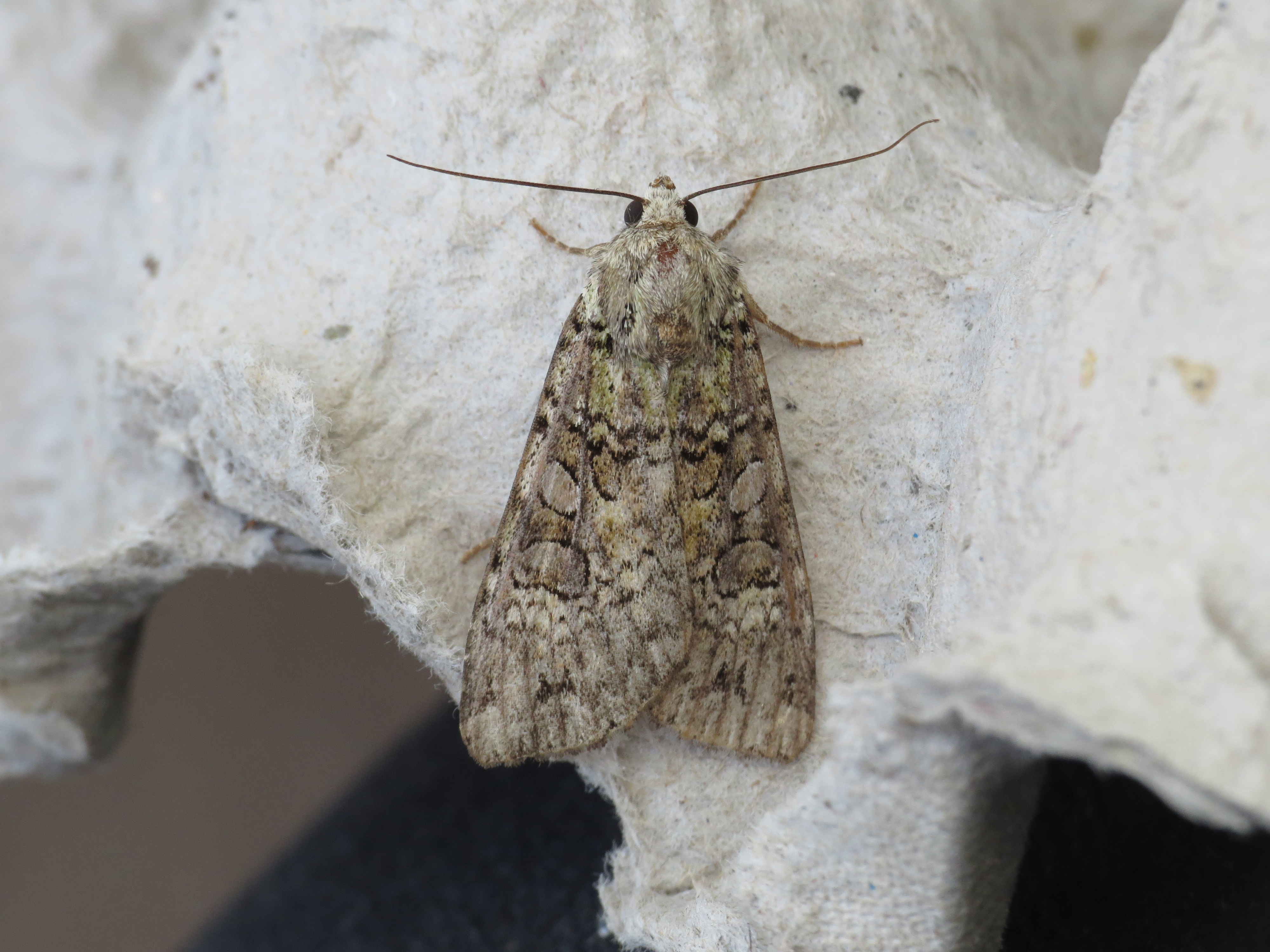

## Dottertaxa tillAnaplectoides, i alfabetisk ordning[1][2]
- Anaplectoides abbea
- Anaplectoides albimacula
- Anaplectoides brunneomedia
- Anaplectoides clausa
- Anaplectoides colorata
- Anaplectoides cuneata
- Anaplectoides delineata
- Anaplectoides demuthi
- Anaplectoides discolor
- Anaplectoides effusa
- Anaplectoides egregia
- Anaplectoides fales
- Anaplectoides herbacea
- Anaplectoides herbida
- Anaplectoides inexpectata
- Anaplectoides jaspidea
- Anaplectoides juncta
- Anaplectoides leucozona
- Anaplectoides lugubris
- Anaplectoides magnifica
- Anaplectoides masseyi
- Anaplectoides medionigra
- Anaplectoides mixta
- Anaplectoides obscura
- Anaplectoides olivacea
- Anaplectoides pallida
- Anaplectoides perviridis
- Anaplectoides phaeotaenia
- Anaplectoides prasina
- Anaplectoides pressus
- Anaplectoides protensa
- Anaplectoides secreta
- Anaplectoides signata
- Anaplectoides suffusa
- Anaplectoides tamsi
- Anaplectoides virens
- Anaplectoides viridior
- Anaplectoides vittata